# Saint-Forgeux-Lespinasse
Saint-Forgeux-Lespinasse là một xã trong tỉnh Loire miền trung nước Pháp.